# Cirrhitichthys

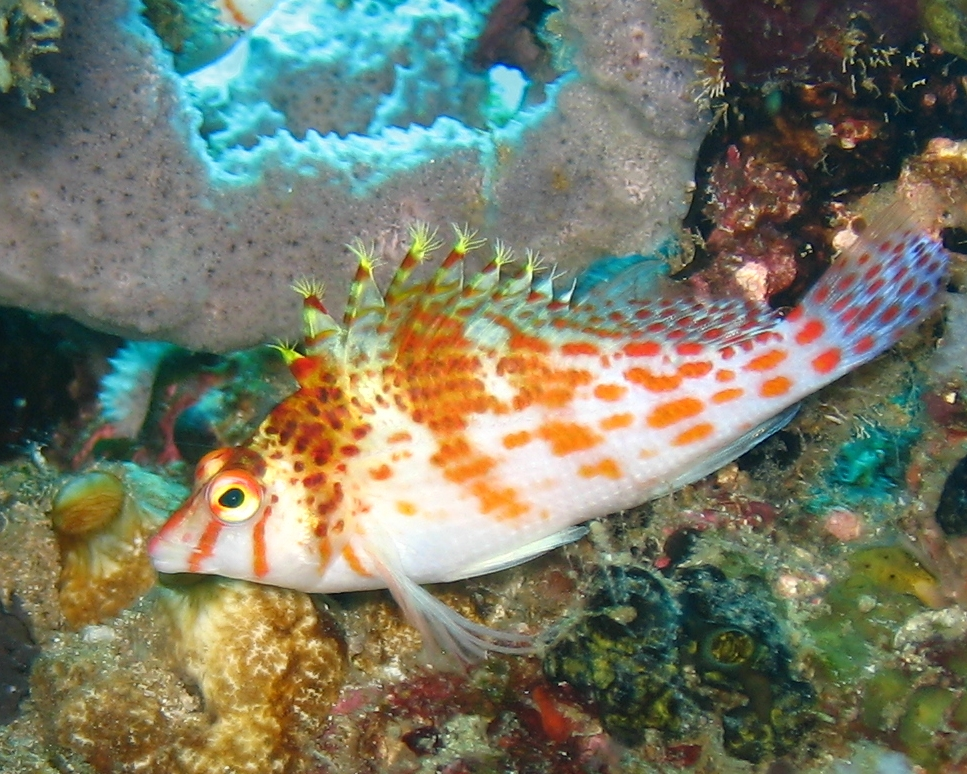
Cirrhitichthys falco

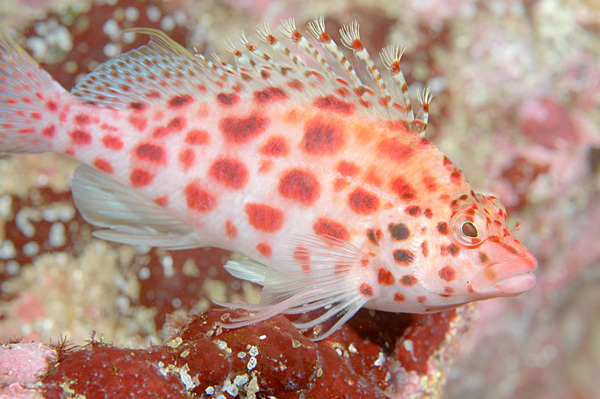
Cirrhitichthys oxycephalus de les illes Galápagos

Cirrhitichthys és un gènere de peixos pertanyent a la família dels cirrítids.

## Descripció
- Perfil recte.
- Musell punxegut.
- Galtes amb 3-4 fileres d'escates grosses.
- Dents al costats del sostre de la boca.
- La vora del preopercle està grollerament dentada.
- Les escates són llises i no en presenten cap entre els ulls.
- Aleta dorsal amb 11-12 radis tous.
- Les membranes entre les espines estan profundament dentades.

## Taxonomia
- Cirrhitichthys aprinus (Cuvier, 1829)[2]
- Cirrhitichthys aureus (Temminck & Schlegel, 1843)[3]
- Cirrhitichthys bleekeri (Day, 1874)[4]
- Cirrhitichthys calliurus (Regan, 1905)[5]
- Cirrhitichthys falco (Randall, 1963)[6][7]
- Cirrhitichthys guichenoti (Sauvage, 1880)[8]
- Cirrhitichthys oxycephalus (Bleeker, 1855)[9]
- Cirrhitichthys randalli (Kotthaus, 1976)[10][11][12][13][14][15][16]